# Yamaha YMF292

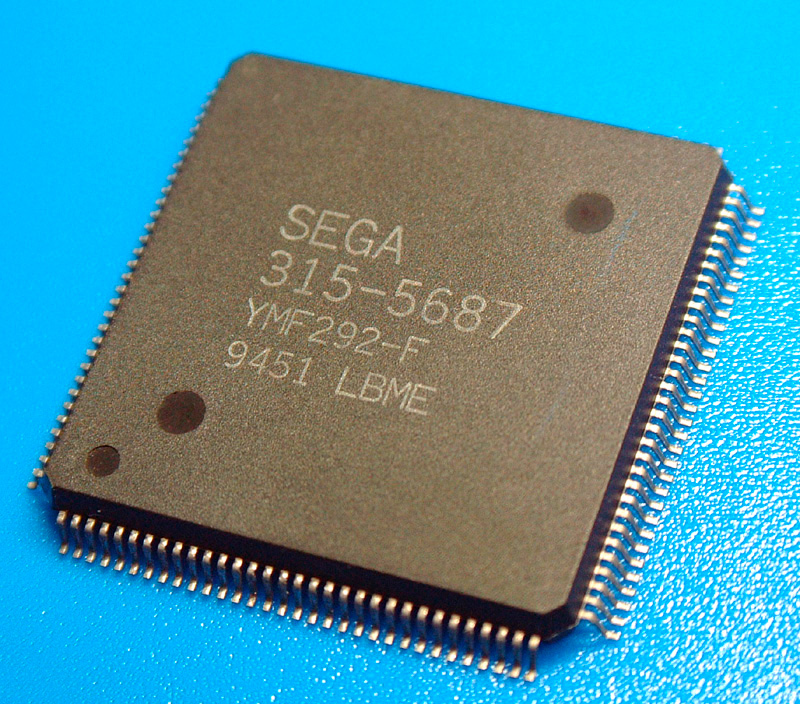
Yamaha YMF292

Lo YMF292, noto come SCSP ("Saturn Custom Sound Processor") è un sound chip multifunzionale sviluppato da Yamaha per il Sega Saturn e per la sua versione arcade, l'ST-V, assieme al Model 2 e al Model 3.
Per la generazione del suono, SCSP contiene 32 generatori di suoni che possono funzionare sia in sintesi FM che in modalità audio digitale PCM. L'hardware di produzione del suono viene quindi inserito nel processore di segnale digitale di effetti sonori a 128 fasi FH-1, che include 16 preset di effetti sonori. Infine, ogni canale audio viene mixato insieme, con una combinazione di canali completamente configurabile per vari livelli di complessità della realizzazione in FM. Ciò ha permesso ai canali di modularsi a vicenda; in pratica erano collegati quattro generatori alla volta ma se lo si desiderava tutti i 32 generatori potevano essere combinati in un canale. L'SCSP includeva anche un controller di interrupt a 7 livelli.
L'SCSP è generalmente guidato tramite un processore esterno dedicato; nel caso dell'hardware Sega viene utilizzato un Motorola 68EC000. Accanto è incluso anche un chip RAM per la memorizzazione di dati audio digitali e programmazione del suono e un chip DAC esterno.
In confronto all'hardware audio in altri sistemi di videogiochi dell'epoca, l'SCSP mancava di qualsiasi tipo di decompressione audio hardware.